# Pseudomorfea coffeae
Pseudomorfea coffeae är en svampart som beskrevs av Punith. 1981. Pseudomorfea coffeae ingår i släktet Pseudomorfea, klassen Dothideomycetes, divisionen sporsäcksvampar och riket svampar.   Inga underarter finns listade i Catalogue of Life.